# Жакоб, Ирен
Ире́н Жако́б (фр. Irène Jacob; род. 15 июля 1966, Париж, Франция) — франко-швейцарская актриса.

## Биография
Родилась в Париже, Франция, и была четвёртым ребёнком в семье. Её отец — физик-ядерщик Морис Жакоб, мать — психолог. Когда Ирен было три года, семья переехала в Женеву, Швейцария. Ирен училась играть на фортепиано и скрипке, посещала школу при Женевской консерватории. В 1984 году вернулась в Париж и поступила в Высшую национальную школу театрального искусства (École nationale supérieure des arts et techniques du théâtre (фр.)).
Актриса дебютировала в кино в 1987 году с эпизодической ролью в фильме Луи Маля «До свидания, дети». Уже это первое появление Жакоб на экране привлекло внимание польского кинорежиссёра Кшиштофа Кесьлёвского. В 1991 году он пригласил Жакоб на главную роль в своём фильме «Двойная жизнь Вероники», после которого актриса получила премию Каннского кинофестиваля за лучшую женскую роль. Впоследствии Ирен Жакоб сыграла с Жан-Луи Трентиньяном в последней части трилогии Кесьлёвского «Три цвета» — картине «Три цвета: Красный» (1994).
В 1993 году снялась в фильме Эльдара Рязанова «Предсказание».
В середине 1990-х годов Ирен Жакоб снималась у разных европейских режиссёров — Оливера Паркера («Отелло»), Надин Трентиньян («Беглянки»), Микеланджело Антониони («За облаками»). На протяжении последующих лет Жакоб сыграла в нескольких американских фильмах, в том числе с Томми Ли Джонсом в ленте «Служители закона» (1998).
С 2000 года, параллельно с работой в кино, актриса возобновила свою театральную карьеру. Ирен Жакоб вернулась на сцену с заглавной ролью в спектакле «Мадам Мельвиль» (Лондон, 2000—2001), где её партнёром был Маколей Калкин. Среди её ярких ролей в театре — Нина Заречная в чеховской «Чайке» (2002) и Жанна д’Арк в драматической оратории «Жанна д’Арк на костре» (2003).

## Фильмография
- 2023
  - Связь[англ.] (англ. Liaison, 2023): Софи Сен-Рок, шеф французской разведки (ГУВБ / DGSE) (Sophie Saint-Roch)
- 2016
  - Любовники (телесериал). Сезон 3. (англ. The Affair, 2016—2017): Профессор Жюльет Ле Галь (Juliette Le Gall)
  - Вечность (фр. Éternité): мать Габриэль
- 2014
  - Умирающий свет (англ. Dying of the Light, 2014): Мишель Зюбарен (Michelle Zubarain)
- 2010
  - Рио секс комедия (англ. Rio Sex Comedy, 2010): Ирен (Irène)
- 2009
  - Красивые парни (фр. Les beaux gosses, 2009): мать Авроры (La mère d’Aurore)
- 2008
  - Пыль времени (англ. The dust of time, 2008): Элен (Eleni)
- 2007
  - Падшие герои (итал. Nessuna qualità agli eroi, 2007): Анна (Anne)
  - Иная жизнь Мартина Фроста (англ. The Inner Life of Martin Frost, 2007): Клэр Мартен (Claire Martin)
- 2006
  - La Educación de las hadas (The Education of Fairies): Ингрид (Ingrid)
- 2004
  - Новая Франция (фр. Nouvelle-France, 2004): Анжелика де Рокбрюн (Angélique de Roquebrune)
  - Осень (фр. Automne, 2004): Мишель (Michelle)
  - Порнограф: история любви (англ. The Pornographer: A Love Story, 2004)
- 2003
  - Легенда о принцессе Парве (фр. La Légende de Parva, 2003): мать Парвы (голос)
  - Рождённые матерью мира (фр. Nés de la mère du monde, 2003): Клара Сидовски (Clara Sidowski)
- 2002
  - Тысяча тысячных (фр. Mille millièmes, 2002): Жюли (Julie)
- 2001
  - Londinium (англ. Londinium, 2001): Фьона Дельграция (Fiona Delgrazia)
  - Письмо незнакомки (фр. Lettre d’une inconnue, 2001): Роза-незнакомка
- 2000
  - Дело Маркореля (фр. L’Affaire Marcorelle, 2000): Агнешка (Agnieszka)
- 1999
  - Шпионские игры, или История вершится ночью (англ. Spy Games. History Is Made at Night, 1999): Наташа Скрябина (Natasha Scriabina)
  - Китайская кухня (фр. Cuisine chinoise, 1999): Патрисия (Patricia)
  - Моя весёлая жизнь (англ. My Life So Far / World of Moss, 1999): Элоиза (Heloise)
  - Неопровержимые улики (англ. The Big Brass Ring, 1999): Чела Брандини (Cela Brandini)
- 1998
  - Jack’s potes, 1998 
  - Американская кухня (фр. Cuisine américaine, 1998): Габриэль Буайе (Gabrielle Boyer)
  - Служители закона (англ. U.S. Marshals, 1998): Мари Бино (Marie Bineaux)
- 1997
  - Инкогнито (англ. Incognito, 1997): Марике ван ден Брук (Marieke van den Broeck)
- 1995
  - Беглянки (фр. Fugueuses, 1995): Прюн (Prune)
  - Все люди смертны (англ. All Men Are Mortal, 1995): Режина (Regina)
  - За облаками (фр. Par-delà les nuages, 1995): девушка
  - Отелло (англ. Othello, 1995): Дездемона
  - Победа (англ. Victory, 1995): Альма (Alma)
- 1994
  - Три цвета: Красный (фр. Trois couleurs: Rouge, 1994): Валентина Дюссо (Valentine Dussaut)
- 1993
  - Предсказание (1993): Люда (озвучивает Анна Каменкова)
  - Прекрасная Беатрис (англ. Trusting Beatrice / Claude, 1993): Беатрис (Beatrice)
  - Таинственный сад (англ. The Secret Garden, 1993): мама Мэри/Лилиас Крейвен (Mary’s Mother/Lilias Craven)
- 1992
  - Мельница Доде (фр. Le Moulin de Daudet, 1992): мадам Доде (Madame Daudet)
  - Энак (фр. Enak, 1992): Люсиль Спаак (Lucille Spaak)
- 1991
  - Двойная жизнь Вероники (фр. La double vie de Véronique, 1991): Вероника (Weronika/Véronique)
  - Тайна Сары Томблен (фр. Le secret de Sarah Tombelaine, 1991): Сара (Sarah)
- 1990
  - Ошибка молодости (фр. Erreur de jeunesse, 1990): Анна (Anne)
  - Страсть Ван Гога (фр. La passion Van Gogh / La Veillée, 1990): Йоханна (Johanna)
- 1989
  - Nick chasseur de têtes, 1989 
  - Ивовые манекены (фр. Les mannequins d’osier, 1989): Мари (Marie)
- 1988
  - Банда четырёх (фр. La bande des quatre, 1988): Марина (Marine)
- 1987
  - До свидания, дети (фр. Au revoir les enfants, 1987): мадемуазель Давенн (Mademoiselle Davenne)

## Роли в театре
- 1991 — «Некий мизантроп» (фр. Un certain Misanthrope) по пьесе Жана Батиста Мольера «Мизантроп». Режиссёр — Кристиан Рист (Christian Rist) — Селимена
- 2000 — «Мадам Мельвиль» (фр. Madame Melville) Ричарда Нельсона (Richard Nelson (англ.)) в постановке автора — Клоди Мельвиль (Театр «Водевиль»)
- 2001 — «Грандиозное выступление пианистки Берт Трепа́, золотая медаль» (фр. L’étourdissante performance de Berthe Trépat, pianiste médaille d’or) моноспектакль по мотивам романа Хулио Кортасара «Игра в классики». Режиссёр — Жером Киршер (Jérôme Kircher).
- 2002 — «Ангел и роза» (фр. L’Ange et la Rose). Музыкально-поэтический спектакль. Либретто и постановка Патрика Криспини (Patrick Crispini) (Bâtiment des Forces Motrices).
- 2002 — «Чайка» А. П. Чехова. Режиссёр: Филиппа Кальварио (Philippe Calvario) — Нина Заречная (Национальный театр Бретани)
- 2003 — «Жанна д’Арк на костре» (фр. Jeanne d’Arc au Bûcher) по одноимённой драматической оратории Артюра Онеггера и Поля Клоделя. Режиссёр: Даньеле Аббадо (Daniele Abbado) — Жанна д’Арк
- 2003 — «Пять девушек в персиковом» (фр. Cinq filles couleur pêche) по пьесе Алана Болла Five Women Wearing the Same Dress. Режиссёры: Ивона Марсиано (Yvon Marciano) и Анни Роман (Anny Romand) — Джулия (Театр «Ателье»)

## Награды
- 1991, Каннский кинофестиваль: лучшая женская роль (Вероника в фильме «Двойная жизнь Вероники»)
- 2009, Кавалер ордена «За заслуги»
- 2019, Офицер ордена «За заслуги»